# Apodacra fallax
Apodacra fallax är en tvåvingeart som beskrevs av Boris Borisovitsch Rohdendorf 1925. Apodacra fallax ingår i släktet Apodacra och familjen köttflugor. Inga underarter finns listade i Catalogue of Life.